# Aeropuerto Cerrillos
Aeropuerto Cerrillos är en flygplats i Chile.   Den ligger i provinsen Provincia de Santiago och regionen Región Metropolitana de Santiago, i den södra delen av landet, i huvudstaden Santiago de Chile. Aeropuerto Cerrillos ligger 511 meter över havet.
Terrängen runt Aeropuerto Cerrillos är huvudsakligen platt, men åt nordost är den kuperad. Terrängen runt Aeropuerto Cerrillos sluttar västerut. Runt Aeropuerto Cerrillos är det ganska glesbefolkat, med 40 invånare per kvadratkilometer.. Närmaste större samhälle är Santiago de Chile, 4,9 km öster om Aeropuerto Cerrillos. 
Runt Aeropuerto Cerrillos är det i huvudsak tätbebyggt.